# Бочкарёв, Михаил Степанович

Памятник на могиле Бочкарёва

Михаил Степанович Бочкарёв (1 августа 1904, Новые Бурасы, Саратовская губерния — 20 октября 1974, Саратов) — полковник Советской Армии, участник Хасанских боёв и Великой Отечественной войны, Герой Советского Союза.

## Биография
Михаил Бочкарёв родился 1 августа 1904 года в селе Новые Бурасы (ныне — районный центр в Саратовской области) в крестьянской семье.
Окончил восемь классов школы.
В 1920—1925 годах работал сапожником в артели «Союзкожпром».
В 1925 году был призван на службу в РККА, служил инструктором Всевобуча.
В 1931 году окончил снайперское отделение курсов «Выстрел».
В июле-августе 1938 года, во время боевых действий у озера Хасан капитан Михаил Бочкарёв командовал 1-м батальоном 95-го стрелкового полка 32-й стрелковой дивизии 1-й армии (к моменту вступления в бой батальон полностью состоял из коммунистов и комсомольцев).
В боях у озера Хасан М. С. Бочкарёв шесть раз водил своих бойцов в атаку.
Дважды — 6 и 8 августа — был легко ранен, но остался в бою. Вместе со своими бойцами он сумел занять сопки Заозёрная и Безымянная, захваченные японскими подразделениями.
Указом Президиума Верховного Совета СССР от 25 октября 1938 года за «отвагу и мужество, проявленные в боях с японскими захватчиками у озера Хасан» капитан Михаил Бочкарёв был удостоен высокого звания Героя Советского Союза с вручением ордена Ленина за номером 3768. После учреждения медали «Золотая Звезда» 83-я по счёту медаль была вручена Бочкарёву.
После окончания боёв на Хасане командовал стрелковым полком.
С 1939 года в ВКП(б).
В 1940—1941 года учился в Военной академии имени Фрунзе, после начала Великой Отечественной войны — ушёл на фронт со второго курса.
Был офицером штаба армии и командиром дивизии на Западном фронте.
28 июля 1941 года под городом Ельня Смоленской области получил тяжёлое ранение.
После выздоровления был начальником пулемётно-миномётного училища в Моршанске Тамбовской области, а затем пехотного училища в Пензе.
В 1954 году в звании полковника был уволен в запас.
Проживал в Саратове, работал председателем областного совета общества охотников.
Принимал активное участие в общественной работе и военно-патриотическом воспитании, являлся внештатным инструктором Саратовского областного военкомата.
Скончался 20 октября 1974 года. Похоронен на саратовском Воскресенском кладбище.

## Награды
- медаль «Золотая Звезда» (25.10.1938)[4]
- орден Ленина (25.10.1938)[4]
- орден Ленина (15.11.1950)[4]
- орден Красного Знамени (06.11.1945)[4]
- ордена Отечественной войны 2-й степени (16.11.1943)[5]
- ордена Отечественной войны 2-й степени (22.02.1944)[4] — за достигнутые успехи в деле подготовки общевойсковых офицерских кадров
- орден Красной Звезды (03.11.1944)[4]
- Знак «Участнику Хасанских боёв».

медали в том числе:
- «За оборону Москвы»[6]

## Память
- В Саратове М. С. Бочкарёву установлены памятник и мемориальная доска[1][3].
- Именем М. С. Бочкарева названа улица в посёлке городского типа Новые Бурасы Саратовской области.
- мемориальная доска — на аллее Славы 32-й стрелковой дивизии, открытой 5 мая 1985 года в парке Победы Омска.